# 8041 Masumoto
8041 Masumoto è un asteroide della fascia principale. Scoperto nel 1993, presenta un'orbita caratterizzata da un semiasse maggiore pari a 2,6241385 UA e da un'eccentricità di 0,1873499, inclinata di 11,43337° rispetto all'eclittica.